# Вустервиц, Энгельберт

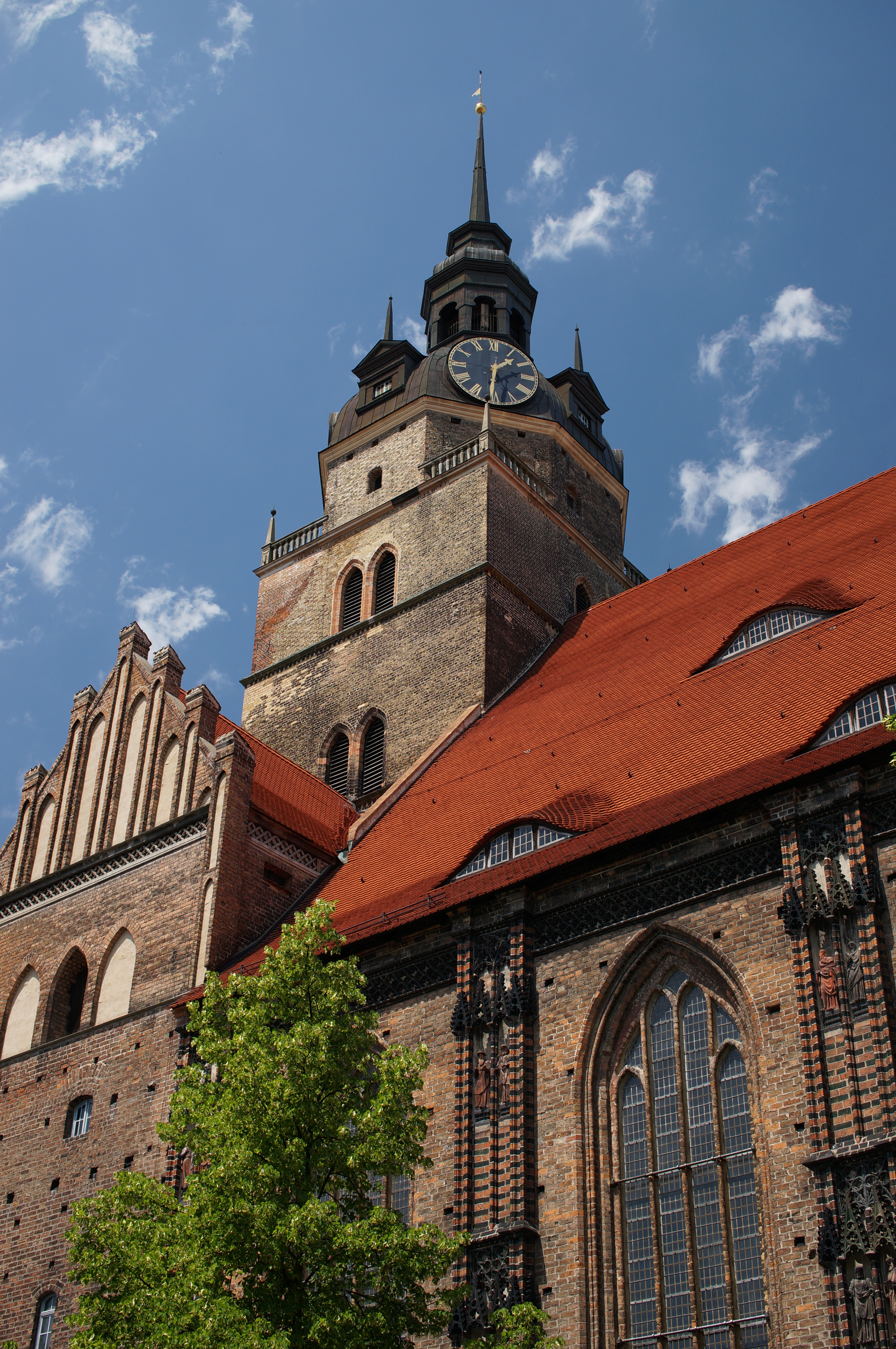
Церковь Св. Екатерины в Бранденбурге

Энгельберт Вустервиц (нем. Engelbert Wusterwitz, или Engelbert Wustherwitz; 1385, Бранденбург — 5 декабря 1433) — немецкий священник, хронист и правовед, летописец маркграфства Бранденбург, автор «Хроники [Бранденбургской] марки» (нем. Märkische Chronik).

## Биография
Родился около 1385 года в Бранденбурге в зажиточной семье, происходившей из соседнего Гросс-Вустервица. С 1404 года учился в Эрфуртском, а с 1406 года в Пражском университетах, получив в 1407 году степень бакалавра канонического права.
В 1410 году рукоположен был в священники Бранденбургской епархии, после чего служил каноником в Ленинском аббатстве цистерцианцев близ Потсдама.
С 1416/1417 года служил в суде Магдебурга (Саксония-Анхальт), сначала писцом, затем синдиком. В 1418 году получил степень магистра права. Возможно, участвовал в составлении магдебургской «Хроники шеффенов» (нем. Magdeburger Schöppenchronik), где его вклад, написанный на нижненемецком языке, охватывает 1411—1421 годы и посвящён в основном отношениям с Бранденбургской маркой. Однако авторство Вустервица в отношении этой хроники в 2018 году убедительно было оспорено со стороны бранденбургского историка-медиевиста Клеменса Бергштедта. 
С 1424/1425 года Энгельберт служил городским писарем в Нойштадте (Бранденбург), а около 1427 года поступил на службу к епископу Хальберштадта Иоганну фон Хойму. Вернувшись в 1428 году в Бранденбург, занимался там историческими разысканиями. Умер 5 декабря 1433 года и похоронен был в бранденбургской церкви Св. Екатерины, где надгробие его было известно ещё в XIX веке.

## Хроника
«Хроника марки» (нем. Märkische Chronik) Вустервица охватывала события в Бранденбурге и соседних землях с 1391 по 1423 год. В центре её повествования находился приход там ко власти Гогенцоллернов, представитель которых бургграф Нюрнберга Фридрих VI в 1415 году на Констанцском соборе получил в награду от Сигизмунда Люксембургского титул бранденбургского курфюрста, который до этого (в 1378—1388 и 1411—1415 гг.) носил сам король. Будучи противником феодальных распрей и сторонником городских свобод, Вустервиц видел в новой династии очевидные гарантии стабильности и порядка, однозначно становясь на сторону Фридриха в борьбе с местной знатью.
Рукопись хроники Вустервица утрачена, и она частично сохранилась лишь в выдержках, приведённых в сочинениях бранденбургских историков XVI века Андреаса Ангелуса и Петера Хаффтица. Впервые они изданы были в 1862 году Адольфом Фридрихом Риделем в 4 томе «Codex Diplomaticus Brandenburgensis», в 1878 году опубликованы в Берлине филологом Карлом Юлиусом Хейдеманном, а в 1912 году в Бранденбурге историком-архивистом Отто Цирхом. Реконструкция полного текста хроники осуществлена была в 1973 году профессором истории Свободного университета Берлина Вольфгангом Риббе.

## Издания
- Engelbert Wusterwitz' Märkische Chronik nach Angelus und Hafftiz, hrsg. von Julius Heidemann. — Berlin: Weidmannsche Buchhandlung, 1878. — 118 s.
- Des Engelbert Wusterwitz märkische Chronik, hrsg. von Otto Tschirch // Jahresbericht des historischen Vereins Brandenburg. — Band 43/44. — Brandenburg: Evenius, 1912. — 71 S.
- Wolfgang Ribbe. Die Aufzeichnungen des Engelbert Wusterwitz. Überlieferung, Edition und Interpretation einer spätmittelalterlichen Quelle zur Geschichte der Mark Brandenburg. — Berlin: Colloquium Verlag, 1973. — xii, 245 s. — (Einzelveröffentlichungen der Historischen Kommission zu Berlin, Bd. 12). — ISBN 3-7678-0338-0.